# کارین د لس کندس
کارین د لس کندس (به اسپانیایی: Carrión de los Condes) یک شهرستان در اسپانیا است که در استان پالنسیا واقع شده‌است.

## خصوصیات
کارین د لس کندس ۶۳٫۳۷ کیلومترمربع مساحت و ۲٬۳۰۲ نفر جمعیت دارد و ۸۳۰ متر بالاتر از سطح دریا واقع شده‌است.